# Pagã (cidade)
Pagã (Pagan) ou Bagã (Bagan) foi a antiga capital de vários reinos em Mianmar (ou Birmânia). A cidade fica localizada na meseta árida do país, na margem oriental do (rio Irauádi) a 145 quilómetros  sudoeste da cidade de Mandalay.
A UNESCO tentou várias vezes de forma infrutífera designar Pagã como Património da  Humanidade. A junta militar no poder em Mianmar restaurou as antigas construções, mas não respeitou o estilo arquitetónico e utilizou materiais modernos que não eram usados em tempos remotos. Como se não bastasse a junta militar teve ainda a ideia de ali construir um campo de golfe, uma auto-estrada pavimentada e ainda uma torre de observação com 61 metros de altura, que está prevista que termine em 2007. Com estas alterações não era crível este local seja classificado como Património Mundial da Humanidade, malgrado a sua antiguidade, mas em 2019 se tornou patrimônio mundial mesmo assim.

## Estilos arquitetónicos
As construções religiosas de Pagã são reminiscências de estilos arquitectónicos populares no tempo da sua construção. As mais comuns são:
- Estupa com cúpula com forma de relíquia;
- Estupa com cúpula com forma de mausóleu;
- Estupa no estilo cingalês;
- Modelo do norte da Índia;
- Modelo do centro da Índia;
- Modelo do sul da Índia;
- Modelo Mom.

Os seus principais edifícios religiosos estão fora da área circundada pelos antigos muros e pelo rio Irauádi, como os templos de Sulamani, Ananda, Thatbyinnyu, Dhammayazika, Gawdawpalin e Dhammayangyi.

## História

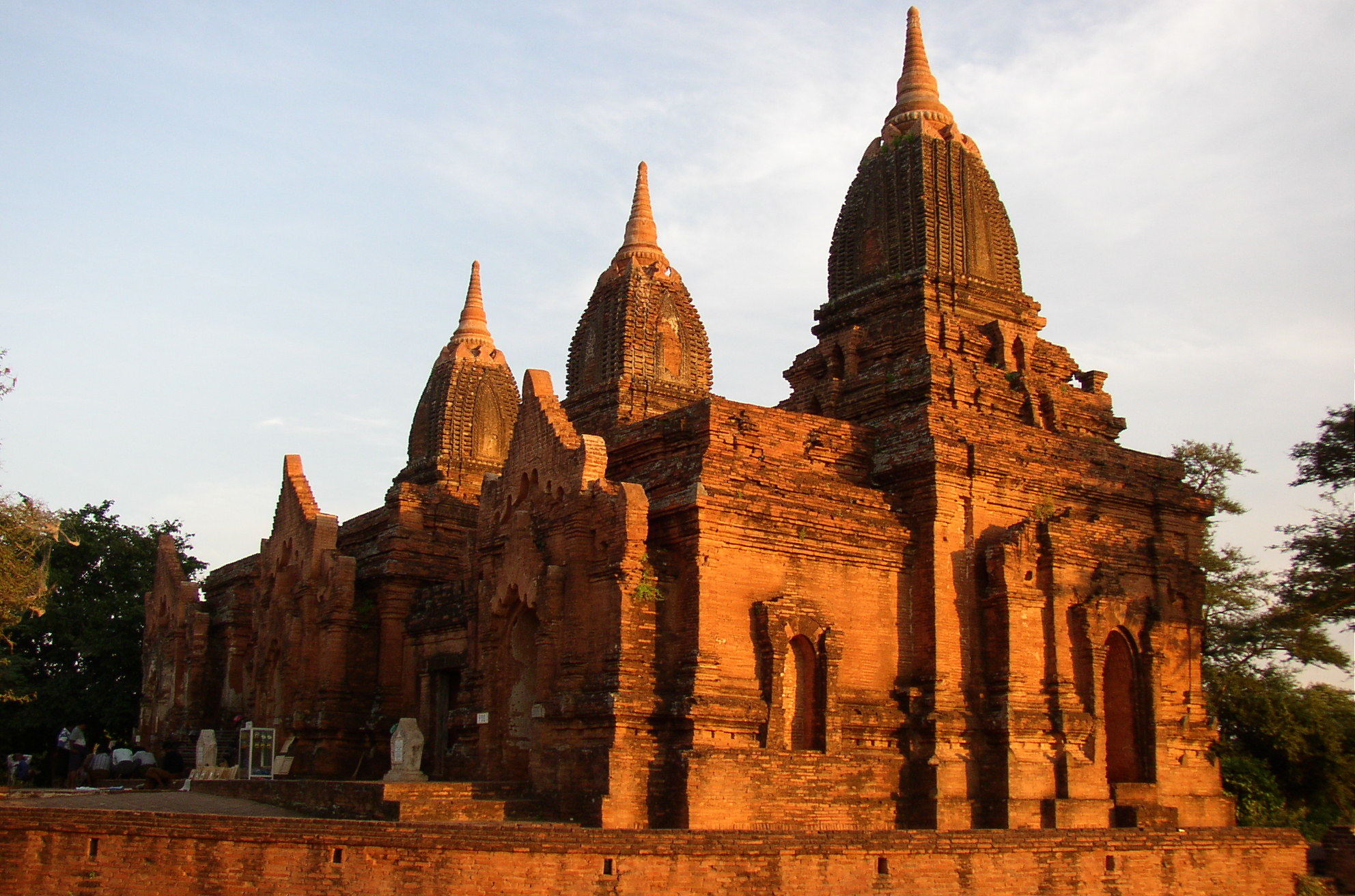
Monumentos em Pagã

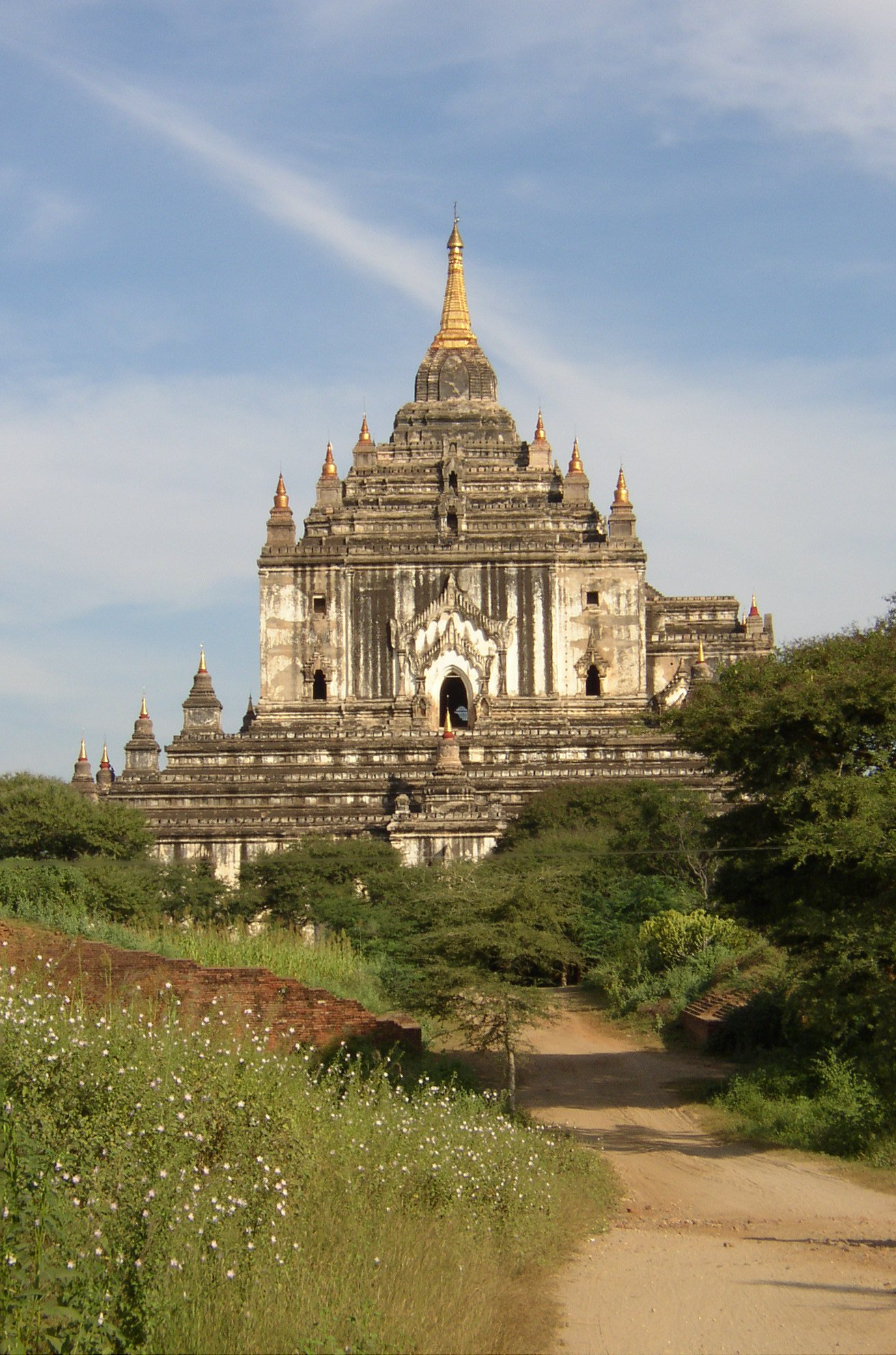
Templo em Pagã

As ruínas de Pagã cobrem uma área de 16 milhas quadradas (41 km2). A maioria dos seus edifícios foram construídos do século XI ao século XIII, durante o tempo em que Pagã era a capital do Primeiro Império birmanês.
Os birmanes (atualmente a etnia principal de Myanmar) começaram a migrar do reino de Nã Chao (Iunã) para o vale do Irauádi a partir do século VII e, em 849, fundaram um pequeno reino com centro em Pagã.
Não foi até que o rei Pyinbya mudou a capital para Pagã em 874 d.C. que ela se tornou uma cidade importante. No entanto, na tradição da Birmânia, a capital mudava a com cada reinado, e, portanto, Pagã foi mais uma vez abandonada até o reinado de Anawrahta. Em 1057, o rei Anawrahta conquistou a capital do Império Mon, Thaton, situado na baixa Birmânia, e trouxe de volta não somente as escrituras sagradas “Tipitaka Pali”, mas também o rei vencido, parte da corte, monges budistas e  artesãos, que ajudaram a transformar Pagã em um centro religioso e cultural. Com a ajuda destes monges, Anawrahta fez o budismo teravada uma espécie de religião do Estado, o rei também estabeleceu contactos com Sri Lanka, e desenvolveu a escrita birmanesa, baseada na escrita mon.
Nos séculos XII e XIII, Pagã se tornou um centro cosmopolita de estudos budistas, atraindo monges e estudantes da Índia, Sri Lanka, bem como dos reinos tailandeses e quemeres.
Em 1287, após se recusar a prestar homenagem a Cublai Cã o reino caiu sob o domínio dos mongóis. Abandonados pelo rei birmanês e saqueada pelos mongóis, a cidade deixou de ser um centro político, mas continuou a florescer como um centro de estudos budistas.
Existem controvérsias quanto o número de pagodes em Pagã, em 1975 foram catalogados 2 217 pagodes mas em 2014, de acordo com o Ministério da Cultura, o número era de 3 312, em contraste com mais de 5 000 durante a altura do seu centro político. Após o sismo do ano de 1975, a fim de preservar os templos, apenas bicicletas e carruagens puxadas por cavalos, estão autorizados a transitar entre os pagodes.

### Reis de Pagã
Além dos 14 monarcas historicamente documentados, que governaram Pagã a partir de Anawrahta, o Yarzawin Hmannan fornece uma lista de não verificáveis lendários monarcas que governaram de forma contínua a área de Pagã de 107AD, até a ascensão do Anawrahta.

## Sismos em Pagã
A cidade de Pagã está sujeita a sismos por estar situada perto da falha de Sagaing, que passa a oeste de Mandalay. Recordes históricos mostram uma longa história de sismos em nesta região.
Inscrições em tinta nas paredes dos templos, testemunham reparos feitos neles após terremotos a partir do século XIV, quando no ano de 1380 um monge fez reparos na cabeça de uma estatua do Buda. Documentos Birmaneses referem a um sismo no reinado de Narapatisithu (1174-1211), e mais tarde nos anos de 1286, 1298, 1644, 1768 e 1838.
O mais recente ocorreu no ano de 2016, quando diversos importantes templos foram bastante danificados. A restauração deles continua até hoje.